# ジャン・フォートリエ
ジャン・フォートリエ（Jean Fautrier, 1898年5月16日 - 1964年7月21日）は、フランスの画家、彫刻家。タシスムの作家として最も重要な一人であるとされる。またジャン・デュビュッフェ、ヴォルスとともに、第二次世界大戦後の抽象芸術の先駆的な存在であるとされる。

## 略歴
パリに生まれた。母は未婚であり、苗字は母から受け継いだ。幼少時代は祖母によって育てられ、1908年に祖母が亡くなると、母と共にロンドンに移住した。1912年にロイヤル・アカデミー・オブ・アーツに入学したが、堅苦しい指導に不満を抱き、スレード美術学校に転校した。しかしフォートリエはそこでも同じような失望を経験した。
フォートリエはテート・ギャラリーの作品、とりわけジョゼフ・マロード・ウィリアム・ターナーの作品に強い影響を受けた。フォートリエ自身の作品は、1922年にサロン・ドートンヌに初めて展示された。その2年後の1924年にはパリで個展を開いた。この頃の作風は「表現主義風」とされる。
1928年には、絵画制作と平行して、ガリマール出版社が企画したダンテ『神曲』の挿絵入り本のために版画を制作したが、結局出版されることはなかった。それから1933年までは絵画と彫刻の制作に時間を費やしていたが、金欠に陥ったため、1934年から1936年の間ティーニュ（フランスのリゾート地）で生活し、スキーのインストラクターをしたりジャズクラブを立ち上げたりして生計を立てた。
1937年、フォートリエは創作活動を再開し、1943年には22の彫刻作品を残した。また同年ゲシュタポに捕まり、パリから逃走してシャトネ＝マラブリーに避難。避難先で連作『人質』を制作した。この作品は1945年に展示され、サルトルなどから「最も戦後的な画家」という賛辞を受けた。戦後の作品は抽象性を強め、また絵画の大きさも小さくなる傾向にあった。絵の具のかたまりを押しつぶしたような作品は「鉱物のような人間像」「戦争をくぐりぬけて得た非情な人間観」が表現されていると評される。
1964年にシャトネ＝マラブリーで死去。1989年には、パリ市立近代美術館で回顧展が開かれた。また2005年には、ピエール・ジアナダ財団が主催した回顧展が、スイスのマルティニーで開かれた。

## 作品
- Blue Lake II (1926)
- Flayed Wild Boar (1927)
- The Trees (1928)
- Large Nude from the Front (1930)
- Large Tragic Head (1942)
- 人質 (連作、1943- )
- The Key (1949)
- 彼の美しい目 (1955)
- 永遠の幸福 (1958)
- シーソーのシステム (1960)